# Inula salsoloides
Inula salsoloides là một loài thực vật có hoa trong họ Cúc. Loài này được (Turcz.) Ostenf. mô tả khoa học đầu tiên năm 1922.